# Dorcadion ullrichi
Dorcadion ullrichi är en skalbaggsart som beskrevs av Bernhauer D. 1988. Dorcadion ullrichi ingår i släktet Dorcadion och familjen långhorningar. Inga underarter finns listade i Catalogue of Life.